# Allyson Schwartz
Allyson Young Schwartz (ur. 3 października 1948 w Nowym Jorku) – amerykańska polityk, członkini Partii Demokratycznej, członkini Izby Reprezentantów Stanów Zjednoczonych w latach 2005–2015.

## Dzieciństwo, edukacja oraz kariera w służbie zdrowia
Allyson Schwartz, urodzona jako Allyson Young w dzielnicy Queens w Nowym Jorku, jest córką Everett Young i Renee Young. Jej matka pochodzi z Austrii, z której uciekła do Stanów Zjednoczonych w 1938 po Anchlussie. Trafiła do żydowskiej rodziny zastępczej w Filadelfii. Jej ojciec był dentystą w Queens oraz weteranem wojny koreańskiej. Ma także brata oraz dwie siostry. Schwartz ukończyła Calhoun School, a w 1970 Simmons College w Bostonie ze stopniem licencjata z socjologii oraz magistra z pracy społecznej na Bryn Mawr College w 1972 r.
W latach 1972–1975 pracowała jako zastępca dyrektora w Departamencie Służby Zdrowia Filadelfii, a w latach 1975–1988 jako dyrektor wykonawczy w Elizabeth Blackwell Center – klinice zdrowotnej w Filadelfii.

## Senat Stanu Pensylwania

### Historia wyborów
W 1990 r. Allyson Schwartz startowała na czwarte miejsce w Senacie Pensylwanii z Filadelfii północno-zachodniej i północno-wschodniej. Wygrała prawybory demokratów z poparciem 50%. W wyborach powszechnych Schwartz wygrała z kandydatem republikanów 58% do 42%.
Zmiana okręgów wyborczych przesunęła miejsce Schwartz do hrabstwa Montgomery. W 1994 ponownie wygrała wybory (82% do 18%). W 1998, bez sprzeciwu, wygrała reelekcję po raz trzeci. Po raz czwarty Schwartz wygrała w 2002, pokonując kontrkandydata 82% do 18%.

### Kadencja
Podczas pierwszej kadencji Schwartz odegrała kluczową rolę w legislacji zapewnienia ubezpieczenia zdrowotnego dla dzieci z rodzin klasy średniej w Pensylwanii. Dzięki jej staraniom powstał Children’s Helath Insurance Program, który został modelem dla planu rządu federalnego, dzięki któremu miliony dzieci są ubezpieczone w całych Stanach Zjednoczonych.
W 2002 strona PoliticsPA opublikowała ranking zdjęć z książki rocznikowej polityków w Pensylwanii. Schwartz została ogłoszona „Najlepiej ubraną”.

## Wybory do Senatu Stanów Zjednoczonych w 2000 r.
W roku 2000 Schwartz zdecydowała się startować do Senatu Stanów Zjednoczonych z Pensylwanii przeciwko Republikanowi Senatorowi Rickowi Santorumowi. Kongresmen Ron Klink z rejonu Pittsburgh wygrał prawybory Demokratów z 41% głosów. Schwartz była druga z 27% głosów, dominując południowo-wschodnią część stanu, przede wszystkim w hrabstwach Filadelfia (60%) oraz Montgomery (62%). Wygrała także w dwóch hrabstwach poza regionem: Centre (33%) oraz Union (38%). Nie było to jednak wystarczające, aby pokonać Klinka, który zdominował zachodnią część stanu.

## Izba Reprezentantów Stanów Zjednoczonych

### Historia wyborów
Po rezygnacji Joego Hoeffela w roku 2003 z kandydatury w wyborach do izby reprezentantów, kandydaturę do mandatu 13 okręgu wyborczego Pensylwanii przejęła Schwartz. Pierwotnie Schwartz miała startować w wyborach na stanowisko rewidenta Pensylwanii, ale wiadomość o rezygnacji Hoeffela spowodowała zmianę jej planów. Niewielką przewagą 4 punktów procentowych udało się jej wygrać prawybory, w których startowała przeciwko Joemu Torselli. Przeważnie dawni politycy poziomu stanowego fundują swoje kampanie wyborcze poprzez organizacje PAC, a nie bezpośrednie donacje, ale głównym źródłem funduszy w kampanii Allyson Schwartz były właśnie donacje, uzbierano dzięki nim ponad cztery i pół miliona dolarów, a przez organizacje PAC, stosunkowo małą sumę 550 tysięcy dolarów. Choć 13 okręg historycznie uznawano za raczej przychylny partii republikańskiej, w poprzednich latach stawał się on coraz bardziej demokratyczny. Ważnym katalizatorem tej zmiany było dołączenie do niego części Filadelfii po spisie powszechnym roku 2000, od 1988 nie wygrał w nim żaden kandydat na prezydenta. W wyborach powszechnych, w których startowała przeciwko Melissie Brown, zwyciężyła osiągając 56% poparcia.
W 2006 kandydowała na drugą kadencję w kongresie przeciwko Rajowi Bhakta, wynik tych wyborów to było 66% do 34% dla Schwartz, a w 2008 wygrała z republikańską kandydatką Mariną Kats, z wynikiem 63% do 35%, a w 2010 wygrała czwartą kadencję startując przeciwko biznesmenie Dee Adcockowi, przewagą 12 punktów procentowych. W 2012 granice okręgów wyborczych zostały znowu zmienione, przez co 52% wyborców z 13 dystryktu mieszka w przeważnie demokratycznej Filadelfii. Schwartz wygrała piątą reelekcję 69% do 31% z republikańskim kandydatem Joem Rooneyem.

### Kadencja
Schwartz była członkinią New Democrat Coalition (NDC), w której była szefową oddziału ds. opieki zdrowotnej. Na tym stanowisku pracowała nad usprawnieniem recept elektronicznych w całym USA w celu zmniejszenia liczby pomyłek i kosztów. W styczniu 2014 zrezygnowała z tej posady w NDC.
Pierwszy projekt ustawy wprowadzony przez Schwartz miał na celu zachęcić pracodawców do zatrudniania bezrobotnych weteranów poprzez zmniejszanie podatków dochodowych dla takich pracodawców. Ta ustawa weszła w życie w 2007. W 2011 Schwartz zaproponowała Hiring Our Veterans Act (Akt Zatrudniania Naszych Weternów), który skupiał się na tym samym co poprzednia ustawa przez nią wprowadzona, ale w większych szczegółach. Ten akt został podpisany przez prezydenta Obamę w tym samym roku. W 2012 zaproponowała akt usprawniający egzekucję Uniformed Services Employment and Reemployment Rights Act z 1994.
Allyson Schwartz była pierwszą członkinią Izby Reprezentantów z partii Demokratycznej, która domagała się rezygnacji reprezentanta Anthony’ego Weinera po jego skandalu.
Choć Schwartz nie ma wykształcenia medycznego, ma duże doświadczenie w służbie zdrowia, przez co w kongresie była znana jako ekspertka w tej dziedzinie. Odegrała dużą rolę w tworzeniu aktu potocznie znanego jako Obamacare, dokładniej, przyczyniła się do ułatwienia dostępu do podstawowej opieki zdrowotnej oraz umożliwienia młodym dorosłym korzystania z ubezpieczenia ich rodziców. Schwartz jest za dostępem do aborcji, dwukrotnie głosowała przeciw zmniejszeniu budżetu Planned Parenthood i aktywnie wspierała ustawy nakazujące szpitalom przeprowadzanie aborcji ciąż zagrażających życiu matki.

## Wybory gubernatorskie w 2014 r.
Schwartz ogłosiła zamiar zrezygnowania z jej miejsca w Izbie, aby startować przeciwko zajmującemu urząd Republikanowi Gubernatorowi Pensylwanii Tomowi Corbetowi, który starował na reelekcję w 2014. 8 kwietnia 2013 Schwartz oficjalnie zaczęła swoją kampanię. W lutym 2013 ogłosiła, że nie będzie startowała ponownie do Izby Reprezentantów Stanów Zjednoczonych. Ostatecznie została pokonana przez Toma Wolfa w prawyborach demokratów.

## Późniejsza kariera
Po przegraniu prawyborów demokratów na gubernatora Pensylwanii Schwartz została dyrektorem generalnym organizacji non-profit Better Medicare Alliance, fundowanej przez firmy zajmujące się ubezpieczeniem zdrowotnym. Organizacja została oskarżona o ochronę firm z branży ubezpieczeń zdrowotnych przed odpowiedzialnością karną.

## Życie prywatne
Schwartz jest żoną kardiologa Davida Schwartza. Mieszkają w Jenkintown w Pensylwanii. Mają dwóch synów.